# Олишівська селищна рада
Оли́шівська се́лищна ра́да — орган місцевого самоврядування у Чернігівському районі Чернігівської області. Адміністративний центр — селище міського типу Олишівка.

## Загальні відомості
Олишівська селищна рада утворена в 1919 році.
- Територія ради: 6,8214 км²
- Населення ради: 2389 осіб (станом на 2001 рік)

## Населені пункти
Селищній раді підпорядковані населені пункти:
- смт Олишівка
- с.Смолянка
- с.Коростень

## Склад ради
Рада складається з 14 депутатів та голови.
- Голова ради: Малець Сергій Вікторович
- Секретар ради: Гаєвська Любов Василівна